# Tekovské Lužany
Tekovské Lužany es un municipio del distrito de Levice en la región de Nitra, Eslovaquia, con una población estimada a final del año 2024 de 2825 habitantes.
Se encuentra ubicado al este de la región, cerca de los ríos Ipoly y Hron (ambos, afluentes izquierdos del Danubio) y de la frontera con la región de Banská Bystrica.

## Demografía
| Año        | 1994 | 2004    | 2014    | 2024    |
| ---------- | ---- | ------- | ------- | ------- |
| Población  | 2868 | 2937    | 2860    | 2825    |
| Diferencia |      | +2,40 % | −2,62 % | −1,22 % |

| Año        | 2023 | 2024    |
| ---------- | ---- | ------- |
| Población  | 2810 | 2825    |
| Diferencia |      | +0,53 % |